# S Doradus
S Doradus – gwiazda zmienna położona w Wielkim Obłoku Magellana, najjaśniejsza gwiazda w tej galaktyce, oddalona o około 169 tys. lat świetlnych od Ziemi. Gwiazda należy do typu hiperolbrzymów i jest jedną z najjaśniejszych znanych gwiazd; jej jasność absolutna przekracza -10m, ale jest zbyt oddalona od Ziemi, aby była widoczna gołym okiem.
S Doradus była pierwszą odkrytą gwiazdą zmienną typu, który został nazwany jej imieniem.
Kanadyjski pisarz fantastyczno-naukowy Alfred Elton van Vogt umieścił akcję powieści Wyprawa do gwiazd na powierzchni planety orbitującej w bardzo dużej odległości od S Doradus.